# HD 152262
HD 152262，又名BD+42 2753，SAO 46317、HR 6264，是一颗恒星，视星等为6.29，位于銀經66.29，銀緯39.63，其B1900.0坐标为赤經16h 47m 23.8s，赤緯+42° 39.63′ 52″。